# Ван-Еттен (селище, Нью-Йорк)
Ван-Еттен (англ. Van Etten) — селище (англ. village) в США, в окрузі Чеманг штату Нью-Йорк. Населення — 601 особа (2020).

## Географія
Ван-Еттен розташований за координатами 42°11′53″ пн. ш. 76°33′16″ зх. д. / 42.19806° пн. ш. 76.55444° зх. д. (42.198052, -76.554511).  За даними Бюро перепису населення США в 2010 році селище мало площу 2,25 км², з яких 2,25 км² — суходіл та 0,00 км² — водойми.

## Демографія
Згідно з переписом 2010 року, у селищі мешкало 537 осіб у 217 домогосподарствах у складі 123 родин. Густота населення становила 238 осіб/км².  Було 241 помешкання (107/км²).
Расовий склад населення:
| - 96,6 % — білих - 0,4 % — чорних або афроамериканців - 0,2 % — корінних американців |

До двох чи більше рас належало 2,8 %. Частка іспаномовних становила 1,9 % від усіх жителів.
За віковим діапазоном населення розподілялося таким чином: 29,6 % — особи молодші 18 років, 58,7 % — особи у віці 18—64 років, 11,7 % — особи у віці 65 років та старші. Медіана віку мешканця становила 36,2 року. На 100 осіб жіночої статі у селищі припадало 96,7 чоловіків;  на 100 жінок у віці від 18 років та старших — 89,9 чоловіків також старших 18 років.
Середній дохід на одне домашнє господарство  становив 62 895 доларів США (медіана — 49 875), а середній дохід на одну сім'ю — 76 632 долари (медіана — 64 250). Медіана доходів становила 50 625 доларів для чоловіків та 39 375 доларів для жінок. За межею бідності перебувало 14,5 % осіб, у тому числі 20,3 % дітей у віці до 18 років та 5,9 % осіб у віці 65 років та старших.
Цивільне працевлаштоване населення становило 278 осіб. Основні галузі зайнятості: освіта, охорона здоров'я та соціальна допомога — 25,5 %, виробництво — 13,3 %, будівництво — 11,2 %, роздрібна торгівля — 10,4 %.